# Medicina termal

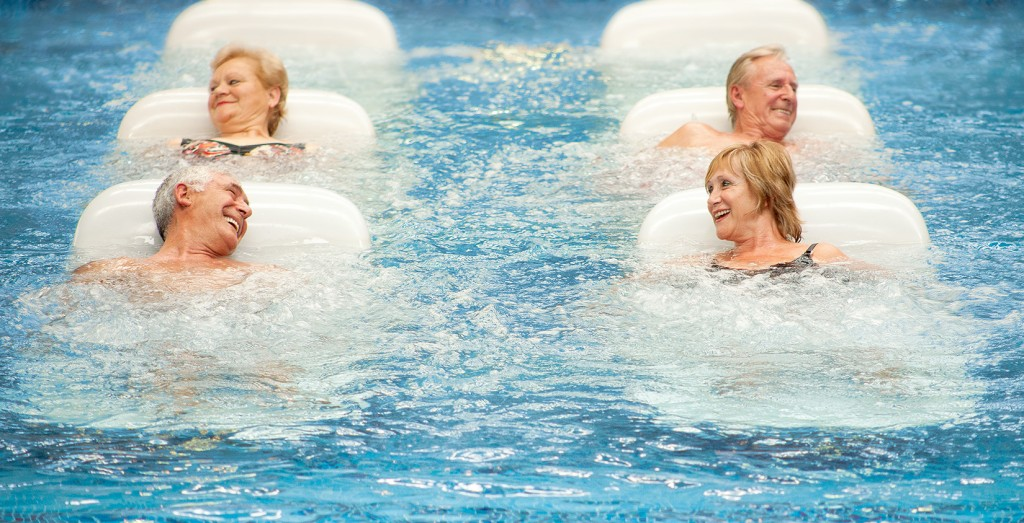
Thermal Medicine

El concepto de Medicina Termal se ha utilizado durante mucho tiempo indistintamente para referirse al Termalismo, a la Crenoterapia, a la Hidrología Médica, incluso a la Balneoterapia, pero siempre desde una relativa indefinición.
En la Declaración de San Petersburgo de abril de 2013 se estableció la definición del concepto de manera consensuada, entre las principales asociaciones europeas, refiriéndose al conjunto de actividades médicas orientadas a la salud (prevención, curación y rehabilitación), entendida como actividad sanitaria y que se llevan a cabo en los balnearios como centros sanitarios. La medicina termal es específica y exclusiva de los balnearios.
La medicina termal incluye todos los tratamientos médicos que incluyen en sus técnicas de cura los denominados agentes termales (las aguas mineromedicinales, sus vapores, sus gases y sus barros) y las técnicas de cura complementarias (fisioterapia y medicina complementaria), siempre que tengan toda su eficacia cuando se llevan a cabo en la modalidad cura. Incorpora a estos tratamientos la Educación para la Salud, estableciendo que los balnearios son el lugar idóneo para llevar a cabo educación en los pacientes, los cuales están predispuestos y motivados a recibir la información y además disponen de tiempo para recibirla. Los tratamientos aplicados en la modalidad cura son aquellos que alcanzan efectividad cuando se aplican de manera intensiva en un periodo de Cura Termal (entre 10 y 20 días).

## La Declaración de San Petersburgo

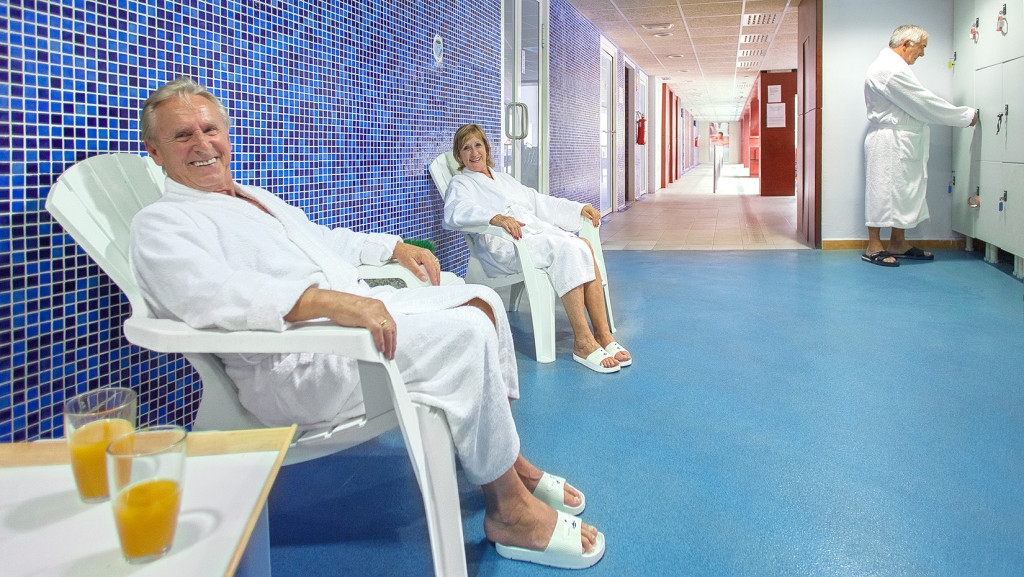
Patients in a Thermal Medicine Centre

Durante el Congreso La medicina moderna de la salud: problemas, soluciones, perspectivas, celebrada el 23 y 24 de abril de 2013 en San Petersburgo, Rusia, organizada por el Ministerio de Salud y bajo el auspicio de la Federación Mundial de Hidroterapia y Climatoterapia (FEMTEC), los ponentes y participantes, entre ellos expertos, especialistas e investigadores en medicina termal aceptan la definición de la medicina termal declarada ante un órgano internacional: “La MEDICINA TERMAL es un sistema organizado de proporcionar beneficios para la salud en los balnearios mediante el uso de recursos terapéuticos principalmente naturales, las propiedades climáticas y la educación y tratamiento de los pacientes, promoviendo la vida sana, prevención y rehabilitación.”
En el congreso se analiza la salud pública como una obligación constitucional de los Gobiernos. Uno de los importantes y subestimados medios que conducen a la mejora de la salud pública es la medicina termal. Se analiza también la creciente demanda de la medicina termal por la población basado en que:
- La sociedad está envejeciendo
- El conocimiento de la salud está aumentando
- El número de personas que sufren de enfermedades de la Edad Moderna es cada vez mayor.

Se concluye el congreso con un llamamiento sobre la Medicina Termal a los gobiernos, organizaciones internacionales, organizaciones no gubernamentales, instituciones y sociedades de seguros, para tomar las siguientes acciones:
1. Incluir la medicina termal en el sistema de atención de salud en los países en los que está no ha sido hecho todavía y reconocer la Medicina Termal como parte integrante de la atención de la salud
2. Reconocimiento por parte de los gobiernos de la Medicina Termal como un campo separado del conocimiento que requiere la educación pre-y posgrado, teniendo en cuenta el hecho de que ha sido creada una sección de balneología en la Unión Europea (EUSMA) por FEMTEC y FORST en colaboración con LA OMS (proyecto Hydroglobe, www.femteconline.org)
3. Ofrecer condiciones financieras con el fin de realizar investigaciones en termalismo, incluyendo la investigación que justifique la relación coste beneficio.
4. Difundir y desarrollar el conocimiento sobre el significado y el papel de la medicina termal en el público En concordancia con los puntos mencionados DECLARAMOS QUE LA MEDICINA TERMAL DEBE INCLUIRSE EN LOS SISTEMAS DE SALUD DE LOS PAÍSES EUROPEOS COMO UN DERECHO DE LOS CIUDADANOS CUANDO EXISTA INDICACIÓN MÉDICA PARA ELLO.